# Programa antiplagi
Un programa antiplagi permet la detecció de plagi mitjançant l'ajuda d'un ordinador (CaPD) que du a terme diferents tasques de recuperació d'informació (IR) tot i comptant amb sistemes IR especialitzats, denominats sistemes de detecció de plagi (PDS).

## Mètodes antiplagi

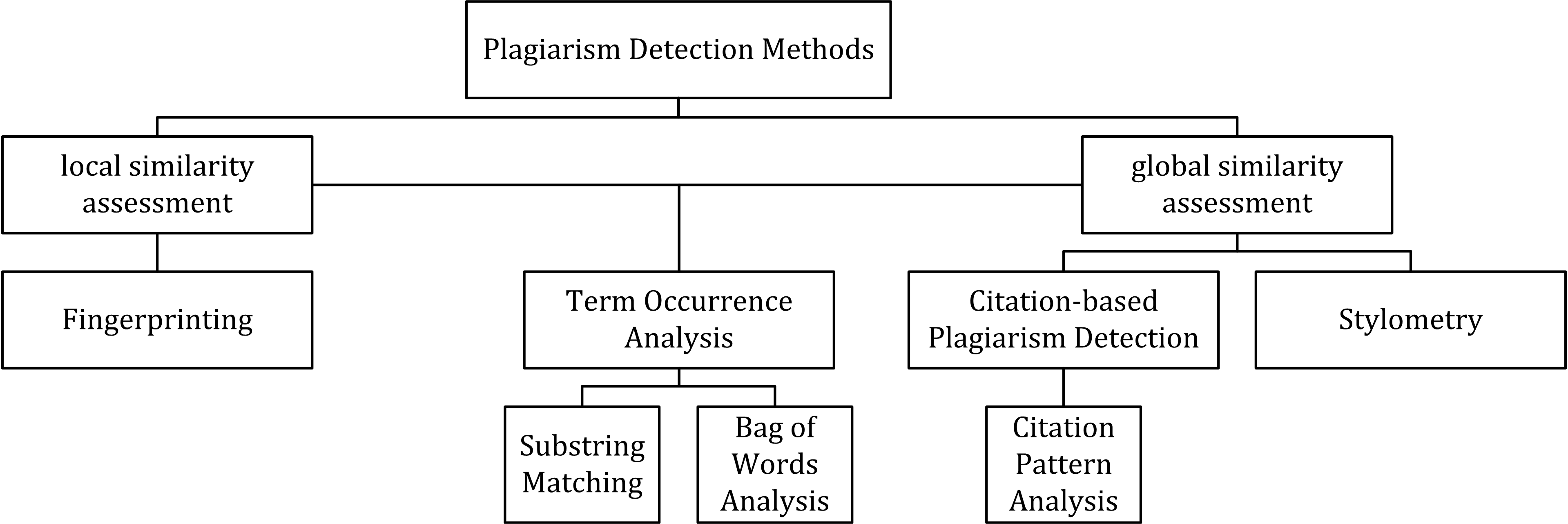
Classificació del mètodes emprats en els programes antiplagi

## Comparació de programes antiplagi
La taula següent compara els programes utilitzats per a la detecció del plagi.
| Programa           | Desenvolupador      | Primer alliberament públic | Versió estable més tardana | Llicència  | Opcions de desplegament                      | Notes                                                  |
| ------------------ | ------------------- | -------------------------- | -------------------------- | ---------- | -------------------------------------------- | ------------------------------------------------------ |
| Grammarly          | Grammarly, Inc.     | 2016                       | freemium                   | SaaS       | https://www.grammarly.com/plagiarism-checker |                                                        |
| iThenticate        | iParadigms          | 2004                       | 2017                       | Propietari | http://www.ithenticate.com                   |                                                        |
| PlagScan           | PlagScan GmbH       | 2008                       | ,                          | Limitat    | SaaS                                         | https://www.plagscan.com                               |
| Turnitin           | iParadigms          | 1997                       | ,                          | Propietari | http://www.turnitin.com                      |                                                        |
| Aresearchguide     | aresearchguide.com  |                            |                            | freemium   | SaaS                                         | https://www.aresearchguide.com/plagiarism-checker.html |
| Eduzaurus          | Eduzaurus.com       |                            |                            | freemium   | SaaS                                         | Plagiarism checker free                                |
| VIPER              | All Answers Limited | ,                          | ,                          | ?          | (Lliure de càrrec en la web)                 | Web Viper                                              |
| Pltext             | pltext, inc.        | 2020                       |                            | free       | https://pltext.com                           | https://pltext.com                                     |
| PlagTracker        | Devellar            | 2011                       | ,                          | freemium   | http://www.plagtracker.com                   |                                                        |
| Unicheck           | Unicheck            | 2014                       | SaaS                       | freemium   | SaaS                                         | https://unicheck.com                                   |
| Similarity Checker | GMR                 | 2017                       | SaaS                       | free       | similarity checker                           |                                                        |